# Шишканов, Андрей Иванович
Андре́й Ива́нович Шишка́нов (род. 29 июня 1980, Москва) — кинодистрибьютор, издатель, продюсер, кинопромоутер. Управляющий партнер Группы Компаний Planeta Inform.

## Биография
В 2001 году окончил Московский авиационный институт.
Является совладельцем Группы Компаний Planeta Inform (с 2004). Является совладельцем ведущего отраслевого журнала «Бюллетень кинопрокатчика» (с 2008), сопродюсером (с 2014) телепрограммы «Такое кино» на телеканалах ТНТ, ТНТ4. Является генеральным директором кинокомпании "Вселенная кино" (с 2020).
С 2014 года — преподаватель кафедры продюсерского мастерства во ВГИКе по курсу «Мастерство продюсера кино и ТВ»; с 2015 года также преподаёт курс киномаркетинга в Академии Н. С. Михалкова.
В настоящее время в качестве продюсера работает над несколькими проектами.

### Семья
Женат, двое детей: Шишканов Милан и Шишканова Александра.

## Фильмография
- 2015 — «SOS, Дед Мороз, или Всё сбудется!» (фильм, 2015) — продюсер
- 2018 — «Днюха!» (фильм, 2018) — продюсер
- 2019 — «Домовой» (фильм, 2019) — продюсер
- 2020 — «Неадекватные люди 2» (фильм, 2020) — продюсер
- 2020 — «Гуляй, Вася! 2» (фильм, 2020) — продюсер
- 2021 —  «Зема 3» (сериал, 2021) — продюсер
- 2021 — «Зема 3. Новогодний замес» (сериал, 2021) — продюсер
- 2022  —  «Суперпозиция» (сериал, 2022) — продюсер
- 2023 —  «Ухожу красиво» (сериал, 2023) — продюсер
- 2023 —  «Макс и Гусь» (сериал, 2023) — продюсер